# Таймер
Та́ймер (англ. timer < time: время) — прибор производственно-технического, военного или бытового назначения, в заданный момент времени выдающий определённый сигнал либо включающий/выключающий какое-либо оборудование через своё устройство коммутации электроцепи. Большей частью под таймерами подразумеваются устройства, отмеряющие заданный интервал времени с момента запуска (вручную или электрическим импульсом) с секундомером обратного отсчёта, вместе с тем существуют таймеры, момент срабатывания которых задаётся установкой необходимого времени суток (так называемые таймеры реального времени), в этом случае таймер имеет в своём составе часы или устройство хранения времени, простейшим таймером такого рода является будильник.
Таймеры, имеющие достаточную точность и предназначенные для установки длительности каких-либо процессов в промышленном производстве, на транспорте, в связи, научных исследованиях аттестуются в качестве средств измерений. Некоторые виды таймеров имеют программное устройство для обеспечения срабатывания в разные моменты времени, с выдачей сигналов по разным каналам, например, для включения в определённой последовательности разных бытовых приборов.
Также существуют программные таймеры, реализующие сходные функции.
В программировании таймером является объект, возбуждающий событие по истечении заданного промежутка времени. Событием является посылка сообщения, вызов функции, установка параметров объекта ядра и т. д. Обычно данный тип таймеров поддерживается операционной системой, причём часто поддержка таймеров существует
на уровне аппаратуры.

## Устройство и принцип действия
В настоящее время применяются большей частью электронные цифровые таймеры, по принципу действия аналогичные электронным часам, вместе с тем, остаются ещё и механические таймеры, базовым элементом которых является часовой механизм, а также электромеханические, основой которых является реле времени. Теоретически возможно построение простых таймеров на каких-либо других принципах (электрохимический счётчик времени, аналоговый электронный счётчик), однако на практике такие устройства не используются. Для автоматизации работ на персональном компьютере применяются программно реализованные таймеры или сетевые сервисы.

## Классификация
- По принципу отсчёта времени
  - Таймеры интервалов времени
  - Таймеры текущего (реального) времени
- По принципу действия
  - Механические таймеры
  - Электромеханические таймеры
  - Цифровые электронные таймеры
- По выходному воздействию
  - Таймеры-реле, имеющие встроенный контактор для включения-отключения электроаппаратов
  - Таймеры с электрическим выходным сигналом (электрический потенциал, импульсы или цифровой код)
  - Таймеры со звуковой или визуальной сигнализацией (обычно кухонные таймеры)
- По назначению
  - Производственно-технические
    - Для промышленной автоматики — обычно таймеры-реле реального времени
    - Лабораторные — обычно интервалов времени, электрический выходной сигнал

  - Бытовые
    - Бытовые вкл/откл электроаппаратуры — обычно таймеры-реле реального времени
    - Кухонные — обычно интервалов времени со звуковой сигнализацией

  - Военные

- Таймеры разных видов
- Цифровой таймер
- Цифровой кухонный таймер
- Механический кухонный таймер
- Цифровой таймер для управления электроаппаратурой

## Основные нормируемые характеристики
- Диапазон интервалов времени (для таймеров интервалов)
- Максимальное время программирования событий (для программируемых таймеров реального времени, бывают суточные таймеры, недельные и т. д.)
- Погрешность выдержки установленных интервалов или точность хода часов (для таймеров реального времени)
- Разрешающая способность (дискретность) установки
- Параметры выходных сигналов или выходного коммутационного устройства

## Нормативные документы
- ГОСТ Р 51324.2.3-99 (МЭК 60669-2-3-97) Выключатели для бытовых и аналогичных стационарных электрических установок. Часть 2-3. Дополнительные требования к выключателям с выдержкой времени (таймеры) и методы испытаний
- ГОСТ 8.339-78 ГСИ. Секундомеры-калибраторы. Методы и средства поверки